# بلدرچین جنگلی مرمری
بلدرچین جنگلی مرمری (نام علمی: Odontophorus gujanensis) نام یک گونه از سرده بلدرچین جنگلی است.